# Tunochody
Tunochody (německy Tunochod) je malá vesnice, část obce Číhošť v okrese Havlíčkův Brod. Nachází se asi 2 km na sever od Číhošti. V roce 2009 zde bylo evidováno 33 adres. Žije zde 69 obyvatel.
Tunochody je také název katastrálního území o rozloze 4,94 km².

## Osobnosti
- Eustach Neubert – inženýr a politik, na počátku 20. století poslanec Českého zemského sněmu a náměstek starosty Prahy.

## Galerie

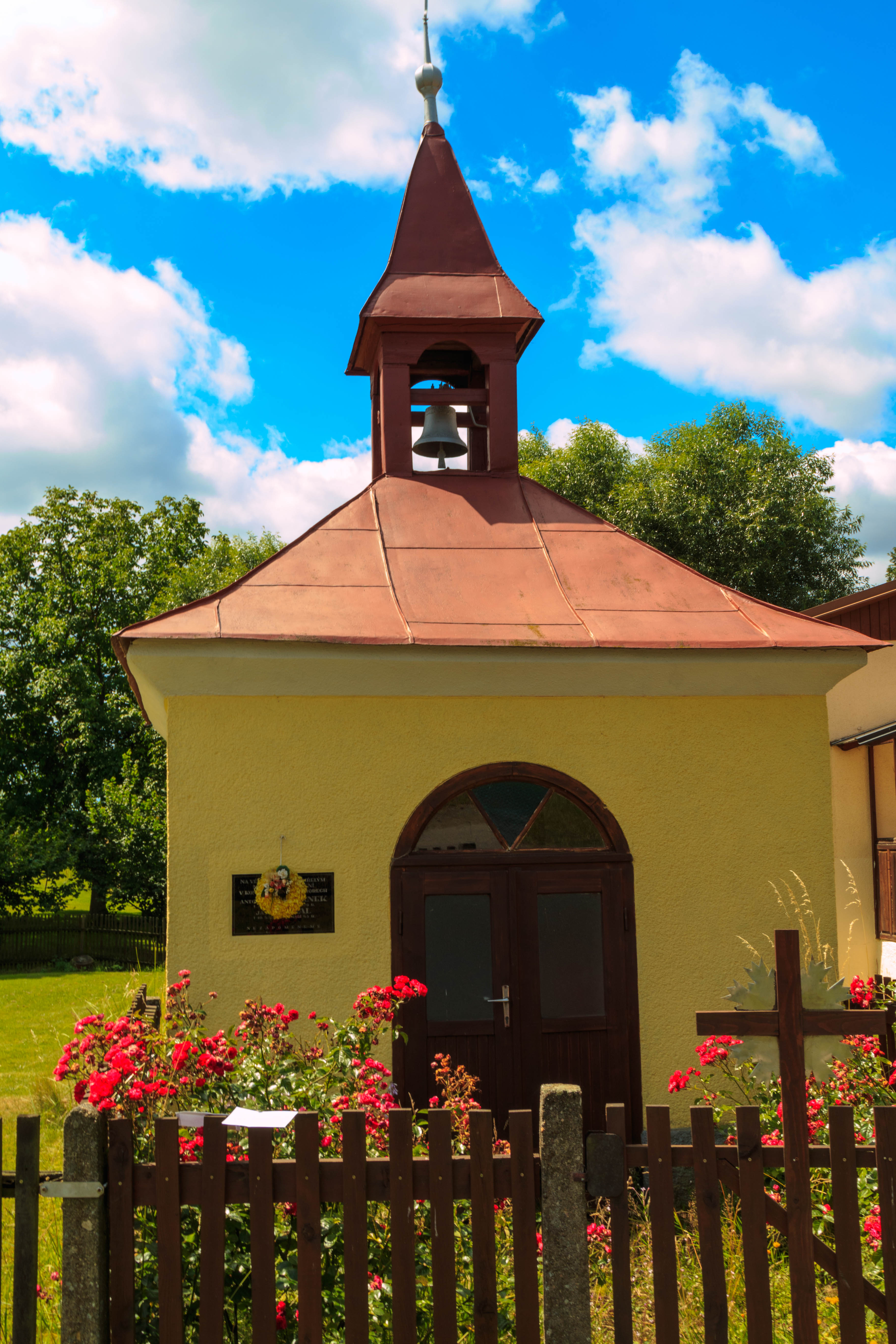
Tunochody kaple
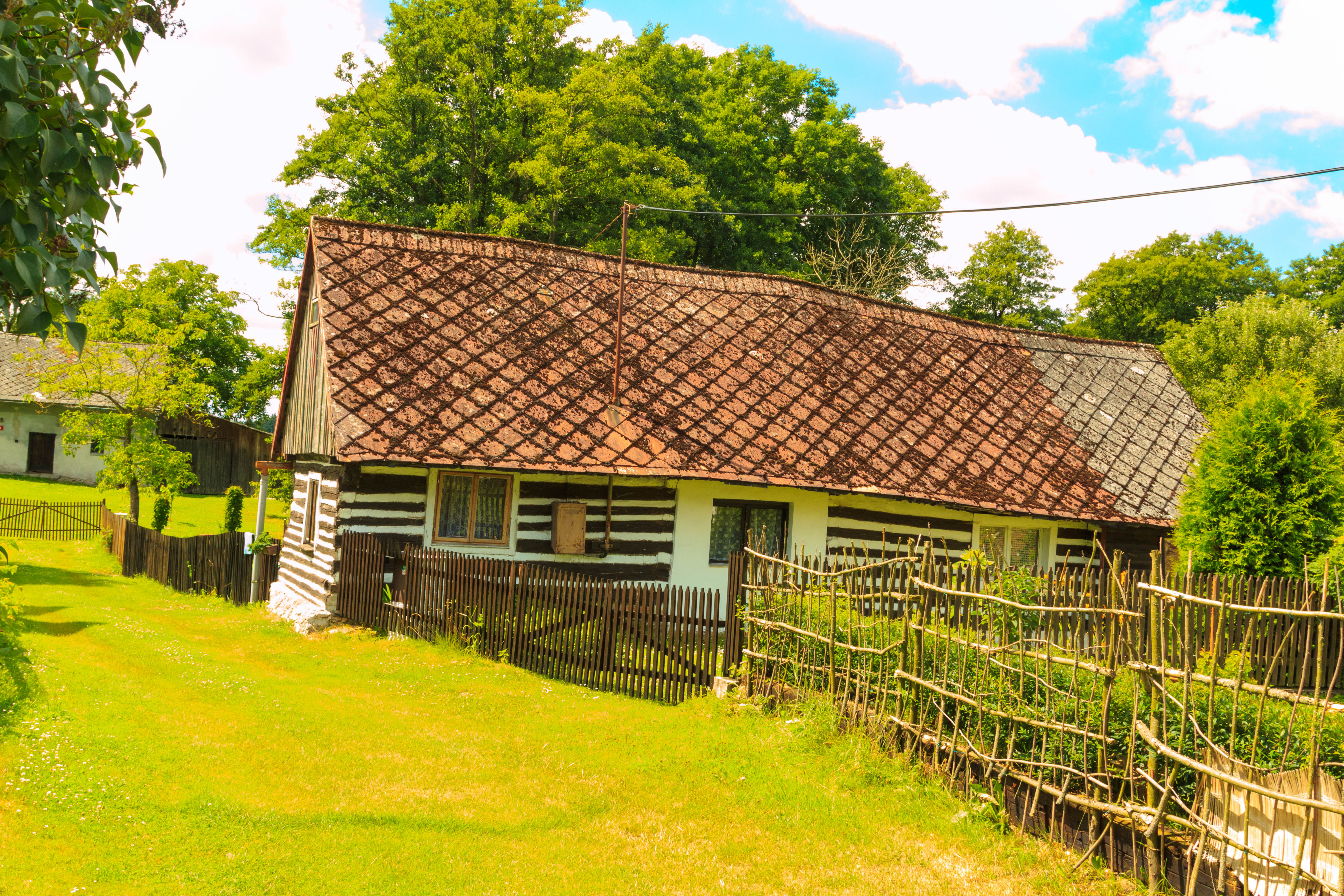
Tunochody čp. 10
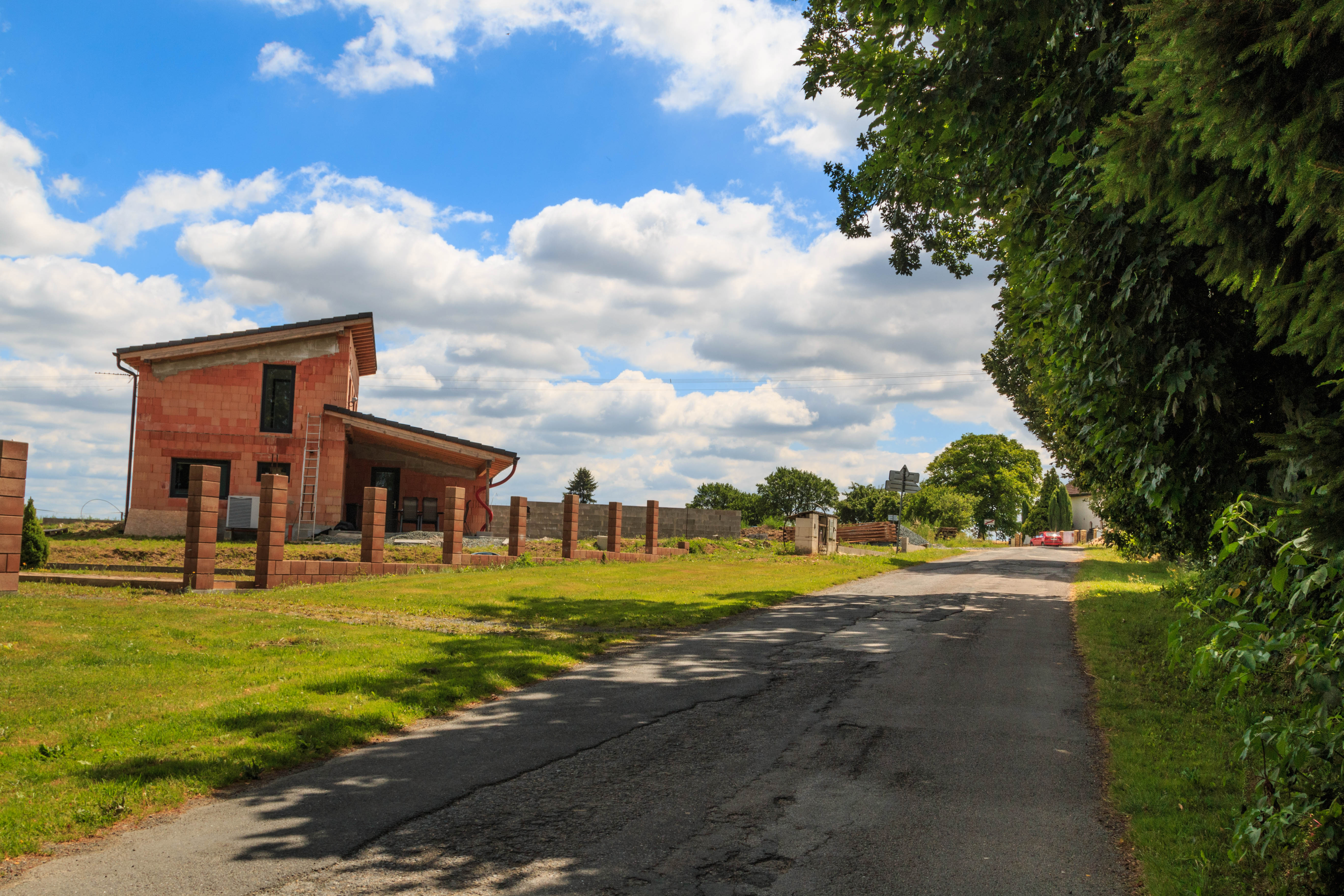
Tunochody novostavba
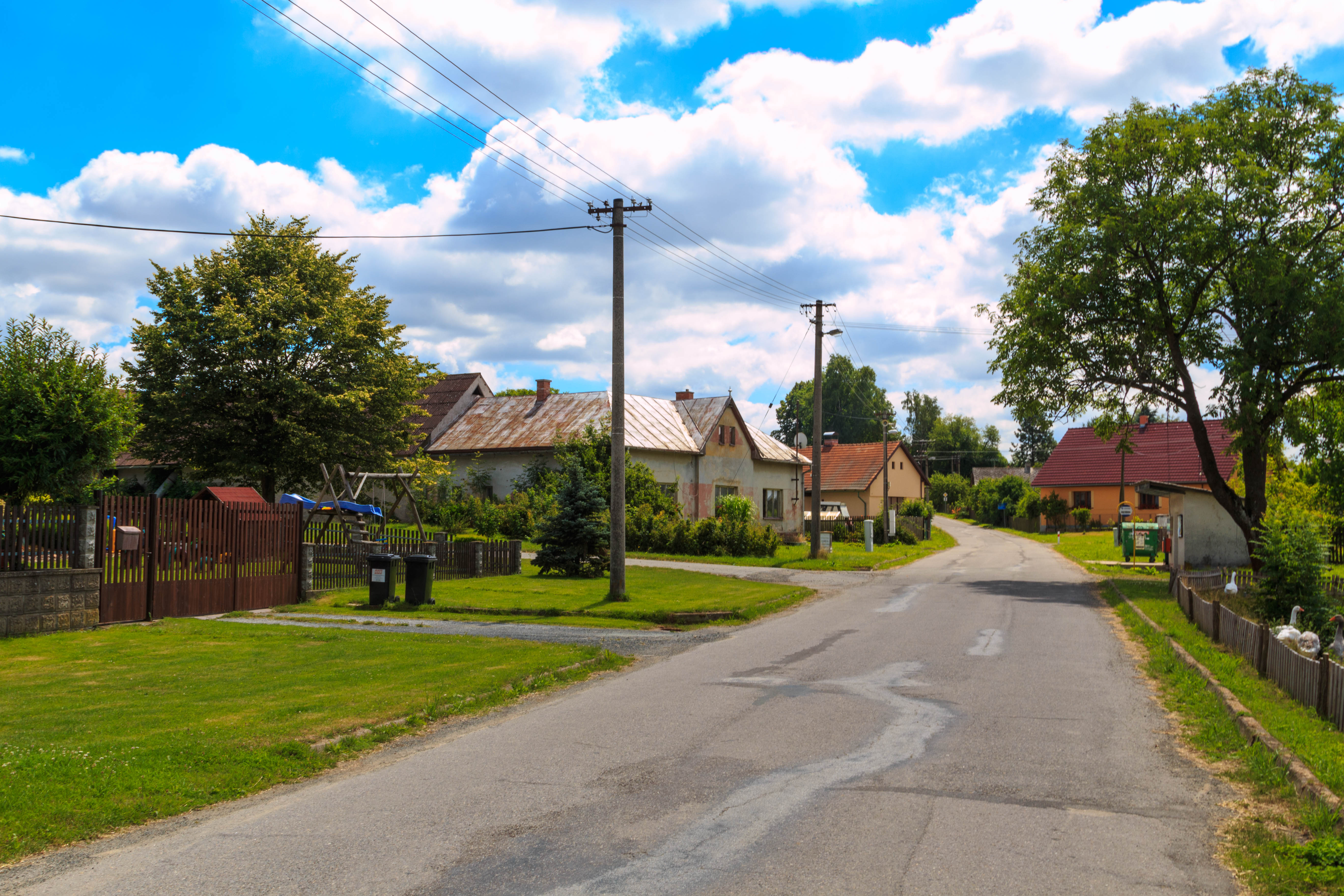
Tunochody zastávka